# Gheorghe D. Marinescu (general)
Gheorghe D. Marinescu (n. 16 noiembrie 1891 – d. 26 august 1989) a fost un general român din Corpul Aeronautic (Artileria Antiaeriană) care a luptat în cel de-al Doilea Război Mondial.
A absolvit Școala de Ofițeri în 1912.
A fost înaintat în 1 aprilie 1937 la gradul de colonel și în 24 ianuarie 1942 la gradul de general de brigadă.
Generalul de divizie Gheorghe D. Marinescu a fost trecut în cadrul disponibil la 9 august 1946, în baza legii nr. 433 din 1946, și apoi, din oficiu, în poziția de rezervă la 9 august 1947. A fost arestat în 1950, a fost condamnat la 25 de ani de închisoare în 1951 și a fost eliberat în 1964.

## Decorații
- Semnul Onorific de 25 ani serviți efectiv în Armata Română (6 octombrie 1944)[6]